# Beaudesert (Warwickshire)
Beaudesert est un village et une paroisse civile du Warwickshire, en Angleterre.